# Magnus Carlsson
Lars Magnus Carlsson (Fristad, 24 giugno 1974) è un cantante svedese.

## Biografia
Originario di un paese vicino a Borås, ha fatto parte del gruppo dance svedese Barbados formatosi nel 1992. Ha fatto parte di questo gruppo fino al 2002, anno in cui è entrato nella line-up degli Alcazar. È stato un componente degli Alcazar fino al 2005.
Ha partecipato diverse volte da solista o in gruppo al Melodifestivalen.

## Discografia solista
- En ny jul (2001)
- Magnus Carlsson (2006)
- Spår i snön (2006)
- Live Forever – The Album (2007)
- Re:collection 93-08 (2008)
- Christmas - Deluxe Edition (2009)
- Pop Galaxy (2010)
- Happy Holidays (2014)